# Emile Blavier
Marie Hubert Emile Blavier (Sint-Truiden, 11 mei 1884 - Sint-Jans-Molenbeek, 10 augustus 1946) was een Belgisch volksvertegenwoordiger en senator.

## Levensloop
Blavier studeerde Germaanse filologie aan de Katholieke Universiteit Leuven en promoveerde tot doctor in de wijsbegeerte en letteren. Hij werd leraar aan de koninklijke athenea van Aat, Brussel en Hasselt. Tijdens de Eerste Wereldoorlog werd hij als soldaat krijgsgevangen genomen.  
Hij trad toe tot de Katholieke Partij en werd verkozen als gemeenteraadslid voor Sint-Truiden, waar hij van 1922 tot 1934 schepen van Onderwijs was. In 1921 werd hij verkozen tot katholiek volksvertegenwoordiger voor het arrondissement Hasselt en vervulde dit mandaat tot in 1946. In februari 1946 werd hij senator voor het arrondissement Hasselt-Tongeren-Maaseik. Zijn mandaat werd enkele maanden later voortijdig afgebroken door zijn overlijden. 
Hij behoorde in de Kamer tot de Katholieke Vlaamsche Kamergroep en verdedigde het minimumprogramma van Frans Van Cauwelaert. Tevens was hij bestuurslid van de Katholieke Vlaamsche Landsbond. Tijdens de jaren 1920-1930 was hij ook betrokken bij de Christelijke Landsbond van de Belgische Middenstand. Hij verzamelde bovendien een reeks kranten rond de Katholieke Partij. Volgens hem waren taalwetten de enige manier om de Vlaamse kwestie op te lossen en zo revolutie en fascisme te vermijden. Hij legde eveneens enkele wetsvoorstellen voor amnestie neer en was in 1932 medeondertekenaar van het wetsvoorstel voor het taalgebruik in het middelbaar onderwijs.

## Publicatie
- De vervlaamsching van het onderwijs. Verslag XIIe Congres van de Katholieke Vlaamse Landsbond, 1931